# Chen Mingshu

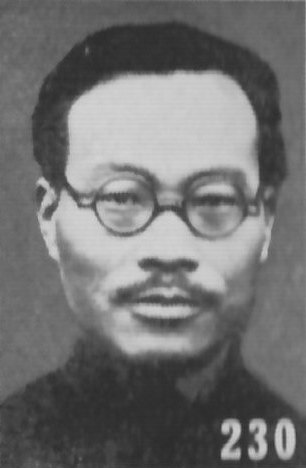
Chen Mingshu

Chen Mingshu (陈铭枢, 15 de outubro de 1889 - 15 de maio de 1965) foi um general e político chinês. Ele se formou na Academia Militar de Baoding e participou da Expedição do Norte. Foi premiê brevemente após Chiang Kai-shek deixar o cargo em dezembro de 1931. Participou da Batalha de Xangai (1932), defendendo a cidade contra o Império Japonês.
Foi um dos principais líderes da Rebelião de Fujian e do Partido Popular Produtivo, cuja falência o forçou ao exílio em Hong Kong. Em 1948, entrou para a comissão permanente central do Comitê Revolucionário do Partido Kuomintang da China. Depois que a República Popular da China foi fundada, sentou-se nos comitês permanentes da Conferência Consultiva Política do Povo Chinês e do Congresso Nacional do Povo. Durante a Campanha Antidireitista, esteve determinado a ser um "direitista", e foi obrigado a sair da política.